# Субкарлик

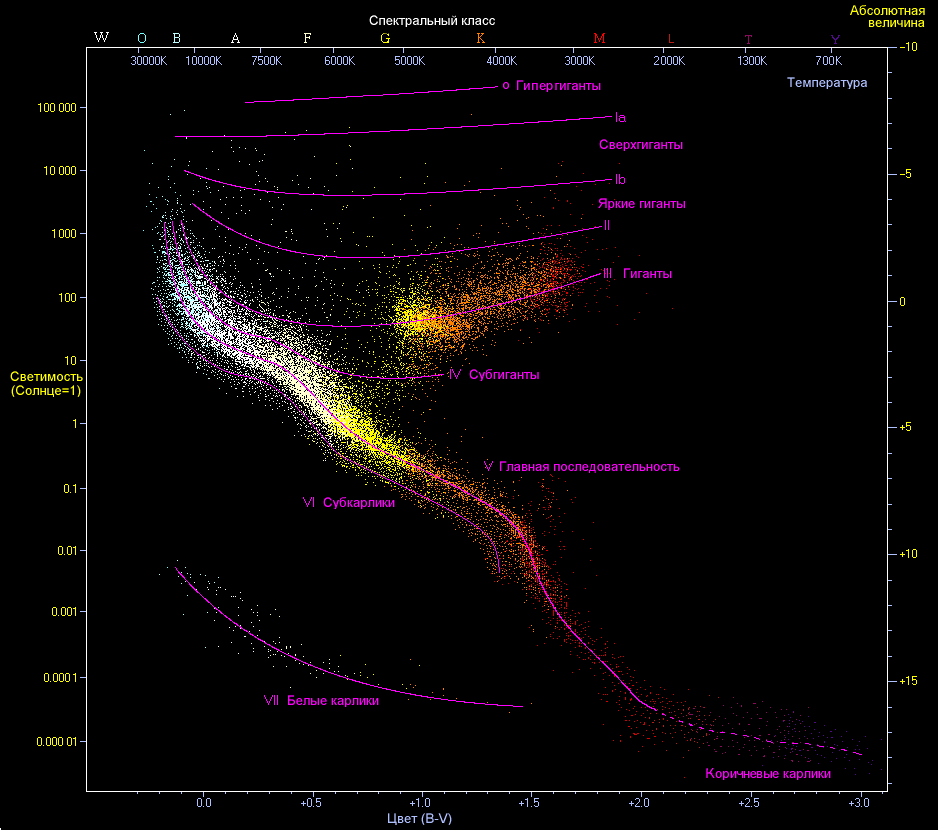
Диаграмма Герцшпрунга — Рассела с указанной областью, занимаемой субкарликами

Субкарлики — тип звёзд, более тусклых, чем звёзды главной последовательности того же спектрального класса, которые выделяются в отдельный класс светимости VI. Субкарлики делятся на два типа — холодные и горячие, которые не только различаются температурой поверхности, но и имеют качественные физические и эволюционные различия. Между горячими субкарликами спектральных классов O и B также есть некоторые различия, поэтому их рассматривают по отдельности, и считается, что они формируются разными путями.

## Характеристики и эволюция
Субкарлики — звёзды, на 1—2m (в 2,5—6 раз) более тусклые, чем звёзды главной последовательности при одинаковых спектральных классах, но значительно более яркие, чем белые карлики. Соответственно, область, которую субкарлики занимают на диаграмме Герцшпрунга — Рассела, лежит немного ниже главной последовательности. В спектральной классификации такие звёзды выделяются в отдельный класс светимости VI, либо обозначаются префиксом sd.
Среди этих звёзд выделяются холодные и горячие субкарлики. Они различаются не только температурой поверхности и спектральным классом, но и источниками энергии и эволюционными стадиями.

### Холодные субкарлики
| Абсолютные звёздные величины холодных субкарликов в полосе V | Абсолютные звёздные величины холодных субкарликов в полосе V |
| Спектральный класс                                           | MV                                                           |
| ------------------------------------------------------------ | ------------------------------------------------------------ |
| F5                                                           | +4,8                                                         |
| G0                                                           | +5,7                                                         |
| G5                                                           | +6,4                                                         |
| K0                                                           | +7,3                                                         |
| K5                                                           | +8,4                                                         |
| M0                                                           | +10                                                          |
| M2                                                           | +12                                                          |
| M5                                                           | +14                                                          |
| M8                                                           | +16                                                          |

Холодные субкарлики — звёзды поздних спектральных классов: в основном G, K, M. Эти звёзды сжигают водород в своих ядрах, как и звёзды главной последовательности. Холодные субкарлики — старые звёзды с низкой металличностью, относящиеся к населению II. Из-за низкого содержания тяжёлых элементов спектральные линии этих элементов в таких звёздах довольно слабы.
Более низкая светимость субкарликов, чем у звёзд главной последовательности, при одинаковых температурах также вызвана малой металличностью. Чем меньше содержание тяжёлых элементов в атмосфере звезды, тем выше прозрачность её внешних слоёв, поэтому у бедных металлами звёзд излучение в среднем приходит из более глубоких слоёв звезды. На бо́льшей глубине температуры выше, поэтому у бедных металлами звёзд при той же светимости температура фотосферы оказывается выше, а радиус — меньше.
Примером холодного субкарлика может служить звезда Каптейна.
Среди коричневых карликов также встречаются субкарлики: например, ULAS J131610.28+075553.0 имеет спектральный класс sdT6.5.

#### Классификация
Холодные субкарлики делятся на три типа: субкарлики (обозначаются sd), экстремальные субкарлики (англ. extreme subdwarfs, обозначаются esd) и ультра-субкарлики (англ. ultra subdwarfs, обозначаются usd). Эти три типа различаются степенью дефицита тяжёлых элементов: у этих трёх типов металличность в среднем составляет, соответственно, −0,5, −1 и −1,5.

### Горячие субкарлики
Горячие субкарлики относятся к ранним спектральным классам: O и B. В отличие от холодных субкарликов, в своих ядрах эти звёзды сжигают гелий. В результате эволюции эти звёзды превращаются в белые карлики, а относиться они могут к любому звёздному населению. Некоторые из этих звёзд находятся на полосе нестабильности, поэтому испытывают пульсации.
Несмотря на внешнее сходство, субкарлики класса O и класса B различаются, например, по химическому составу. Кроме того, у субкарликов класса O гораздо реже наблюдаются компаньоны, чем у субкарликов класса B. Из-за этих обстоятельств считается, что образуются такие звёзды разными путями.

#### Субкарлики класса B
Субкарлики класса B чаще всего представляют собой бывшие красные гиганты, лишившиеся практически всей водородной оболочки. С точки зрения эволюции субкарлики класса B находятся на горизонтальной ветви, а именно ― в самой голубой и высокотемпературной её части, также называемой экстремальной горизонтальной ветвью (англ. extreme horizontal branch). Светимости звёзд горизонтальной ветви примерно одинаковы, и в области высоких температур эти звёзды оказываются тусклее звёзд главной последовательности тех же температур и спектральных классов. Качественное отличие таких субкарликов от других звёзд горизонтальной ветви состоит в том, что их водородные оболочки имеют очень малую массу ― менее 0,01 M⊙, и горение водорода в слоевом источнике у них не происходит.
У таких звёзд нередко имеются компаньоны, вместе с которыми они образуют тесную двойную систему ― часто это белые карлики или красные карлики. Притяжение именно таких компаньонов могло лишить звезду оболочки, когда она заполнила полость Роша, и сделать её субкарликом. Также предполагается, что должны существовать субкарлики с нейтронной звездой или чёрной дырой в качестве компаньона. Такие объекты рассматриваются как предшественники сверхновых типа Ia.

#### Субкарлики класса O
Про субкарлики класса O в целом известно меньше, чем про субкарлики класса B. Из-за того, что первые практически не встречаются в тесных двойных системах, считается, что чаще всего они образуются в результате слияний гелиевых белых карликов, хотя существуют и другие пути возникновения таких звёзд. Атмосферы этих звёзд могут быть как очень бедны гелием, так и состоять из него практически полностью. Также несколько субкарликов класса O известны как источники рентгеновского излучения.

## История изучения
Впервые звёзды тусклее звёзд главной последовательности, но ярче белых карликов, были обнаружены Уолтером Адамсом и Альфдером Джоем, которые опубликовали своё открытие в 1922 году. Изначально такие объекты называли «промежуточными белыми карликами». Термин «субкарлик» в отношении таких звёзд впервые использовал Джерард Койпер в 1939 году. Первые открытые субкарлики были холодными субкарликами. Горячие субкарлики стали находить позже: первые открытия сделали Фриц Цвикки и Милтон Хьюмасон в 1947 году.